# Volker Brandt

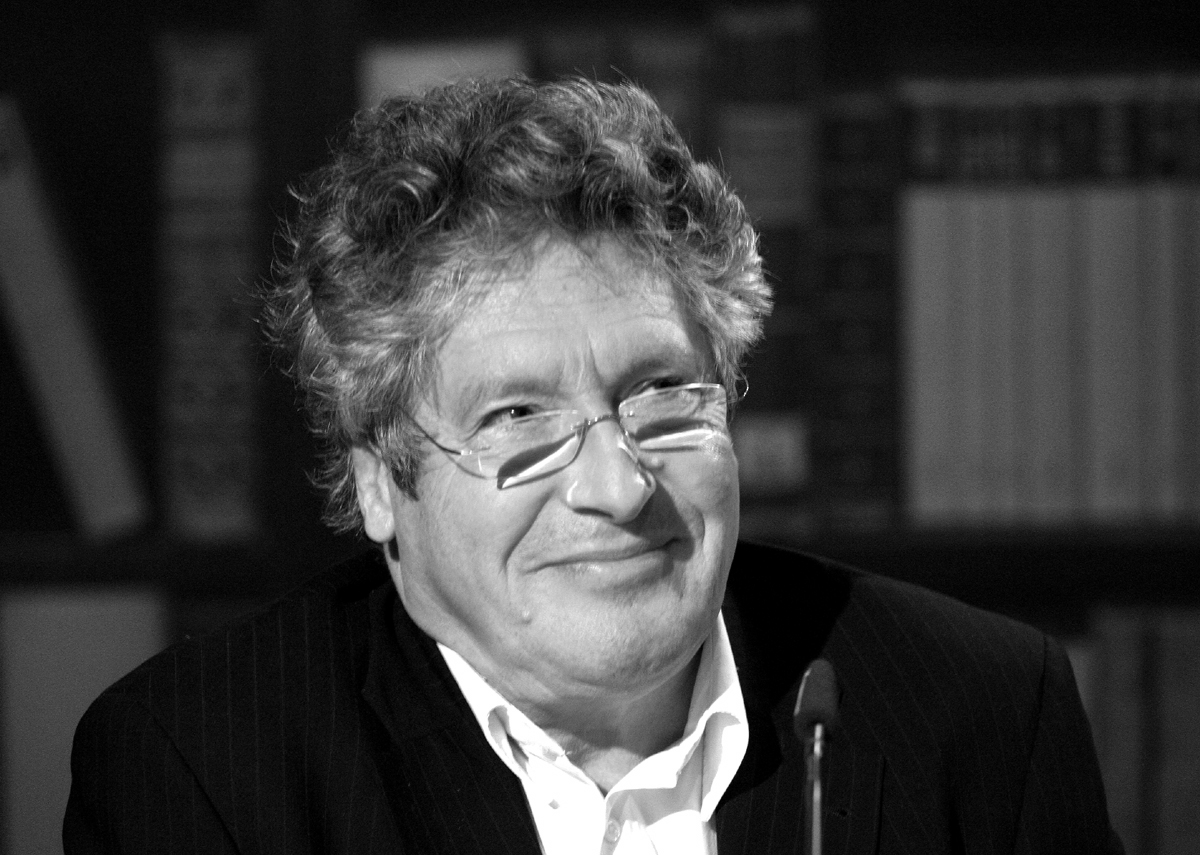
Volker Brandt, 2008

Volker Brandt (* 2. August 1935 in Leipzig) ist ein deutscher Schauspieler, Synchron- und Hörspielsprecher.

## Leben
Der Sohn eines Chemikers wuchs in Leipzig und Hannover auf und besuchte die Waldorfschule. Er absolvierte seine 1957 abgeschlossene Ausbildung zum Schauspieler an der Otto-Falckenberg-Schule in München und arbeitete unter anderem mit Gustaf Gründgens am Deutschen Schauspielhaus in Hamburg, am Schillertheater in Berlin, am Badischen Staatstheater in Karlsruhe und an mehreren Wiener Bühnen.
Seit der US-Fernsehserie Die Straßen von San Francisco (1972–1977) ist Brandt die deutsche Synchronstimme von Michael Douglas, den er seit 1980 ausnahmslos synchronisiert. Außerdem synchronisierte er u. a. Paul Reiser in der Serie Verrückt nach dir und dem Spielfilm Aliens – Die Rückkehr, sowie Lee Horsley in Nero Wolfe und Matt Houston. Ebenfalls synchronisierte er einmalig Anthony Hopkins, Roddy McDowall, Sam Neill, Ted Danson oder Christopher Walken.
Brandt ist auch für Hörspielproduktionen tätig. Zwischen 2004 und 2017 vertonte er die Rolle des Pater Brown in der gleichnamigen Hörspielreihe und den Inspektor Lestrade in Sherlock Holmes von Maritim. Seit 2006 ist er bei Lübbe Audio in Perry Rhodan: Sternenozean als Atlan zu hören.
Als Schauspieler war Brandt von 1981 bis 1985 als Berliner Tatort-Kommissar Walther zu sehen und trat regelmäßig in den erfolgreichen Fernsehserien Die Schwarzwaldklinik und Das Traumschiff auf. 2006 übernahm er bei den Karl-May-Spielen in Bad Segeberg die Rolle des ‚Vater Hillman‘ in dem Stück Winnetou III.
Brandt war zweimal verheiratet und ist Vater von vier Kindern. Sein Sohn Borris Brandt, aus der Ehe mit Linde Fulda, war bis September 2008 Geschäftsführer von Endemol in Deutschland.
Brandt lebt zusammen mit seiner Lebensgefährtin Susanne Meikl in München. Mit ihr stand er für das ehemalige Broadway-Bühnenstück Columbo: Mord auf Rezept auf der Bühne.

## Filmografie (Auswahl)

### Filme
- 1960: Michas Weg nach Bethlehem
- 1962: Leben des Galilei
- 1966: Prinz und Betteljunge
- 1968: Was ihr wollt
- 1969: Kaspar
- 1971: Die Weber
- 1974: Sie sind frei, Dr. Korczak (Kinofilm)
- 1978: Der Spinnenmörder
- 1980: Fabian (Kinofilm)
- 1981: Tatort – Beweisaufnahme
- 1981: Tatort – Katz und Mäuse
- 1982: Tatort – Sterben und sterben lassen
- 1983: Ein Mann meiner Größe (Kinofilm)
- 1983: Tatort – Fluppys Masche
- 1984: Tatort – Freiwild
- 1985: Einmal Ku’damm und zurück
- 1985: Tatort – Ordnung ist das halbe Sterben
- 1986: Das Traumschiff – Bali
- 1986: Zieh den Stecker raus, das Wasser kocht
- 1986: Mord am Pool
- 1987: Weiberwirtschaft
- 1988: Der Sommer des Falken
- 1989: Ich melde einen Selbstmord
- 1990: Der Millionenerbe
- 1991: Mrs. Harris und der Heiratsschwindler
- 1992: Der Fotograf oder das Auge Gottes
- 1999: Rosamunde Pilcher – Klippen der Liebe
- 2005: Die Schwarzwaldklinik – Die nächste Generation

### Fernsehserien
- 1972: Das Jahrhundert der Chirurgen (Folge 1x13)
- 1978: Onkel Bräsig (Fernsehserie, 1 Folge)
- 1979: Kommissariat 9 (Folge 2x10)
- 1981:  St. Pauli-Landungsbrücken (Fernsehserie, Folge 1x39)
- 1986: Detektivbüro Roth (Folge 1x17)
- 1986: Liebling Kreuzberg (Folge 1x02)
- 1986–1988: Die Schwarzwaldklinik (21 Folgen)
- 1987: Diese Drombuschs (Folge 3x07)
- 1987–1989: Der Landarzt (3 Folgen)
- 1987–1999: Ein Fall für zwei (4 Folgen)
- 1988: Praxis Bülowbogen (Folge 1x14)
- 1989: Die Wicherts von nebenan (Folge 3x07)
- 1989: Ein Heim für Tiere (Folge 4x09)
- 1989: Lukas und Sohn (1 Folge)
- 1990: Derrick (Folge 17x08 Tod am Waldrand)
- 1990: Hotel Paradies (Folgen 1x18–1x19)
- 1992: Gute Zeiten, schlechte Zeiten (Telenovela, 1 Folge)
- 1992–1993: Glückliche Reise (24 Folgen)
- 1993: Immer wieder Sonntag (Folge 1x07)
- 1994: Hallo, Onkel Doc! (Folge 1x09)
- 1994–1996: Immer im Einsatz – Die Notärztin (13 Folgen)
- 1994: Wildbach (Folge 2x08)
- 1997: Für alle Fälle Stefanie (Folge 3x02)
- 1998: Wolffs Revier (Folge 6x04)
- 2000: Die Kommissarin (Folge 3x06)
- 2000, 2006: SOKO 5113 (Folgen 18x01, 30x08)
- 2006: Berndivent (Folge 1x10)
- 2012: Add a Friend (6 Folgen)
- 2012: SOKO Stuttgart (Folge 3x24)

## Synchronrollen (Auswahl)
Michael Douglas
- 1972–1977: als Inspector Steve Heller in Die Straßen von San Francisco
- 1978: als Dr. Mark Bellows in Coma
- 1979: als Richard Adams in Das China-Syndrom
- 1983: als Richter Steven R. Hardin in Ein Richter sieht rot
- 1984: als Jack T. Colton in Auf der Jagd nach dem grünen Diamanten
- 1985: als Jack T. Colton in Auf der Jagd nach dem Juwel vom Nil
- 1985: als Zach in A Chorus Line
- 1987: als Dan Gallagher in Eine verhängnisvolle Affäre
- 1987: als Gordon Gekko in Wall Street
- 1989: als Nick in Black Rain
- 1989: als Oliver Rose in Der Rosenkrieg
- 1992: als Det. Nick Curran in Basic Instinct
- 1992: als Ed Leland in Wie ein Licht in dunkler Nacht
- 1993: als William Foster in Falling Down – Ein ganz normaler Tag
- 1994: als Tom Sanders in Enthüllung
- 1995: als Präsident Andrew Shepherd in Hallo, Mr. President
- 1996: als Charles Remington in Der Geist und die Dunkelheit
- 1997: als Nicholas Van Orton in The Game
- 1997–2002: als Dan Gallagher in Ally McBeal (Filmausschnitt aus Eine verhängnisvolle Affäre)
- 1998: als Steven Taylor in Ein perfekter Mord
- 1998–2006, 2017–2020: als Detective Gavin Hatch in Will & Grace (Staffel 4, Eine verhängnisvolle Affäre)
- 1999: als Erzähler in Ein Tag im September
- 2000: als Robert Wakefield in Traffic – Macht des Kartells
- 2000: als Grady Tripp in Die WonderBoys
- 2001: als Mr. Burmeister in Eine Nacht bei McCool’s
- 2001: als Dr. Nathan R. Conrad in Sag’ kein Wort
- 2003: als Alex Gromberg in Es bleibt in der Familie
- 2003: als Steve Tobias in Ein ungleiches Paar
- 2006: als Mr. Thompson in Ich, Du und der Andere
- 2006: als Pete Garrison in The Sentinel – Wem kannst du trauen?
- 2007: als Charlie in King of California
- 2009: als Mark Hunter in Gegen jeden Zweifel
- 2009: als Ben Kalmen in Solitary Man
- 2009: als Onkel Wayne in Der Womanizer – Die Nacht der Ex-Freundinnen
- 2010: als Gordon Gekko in Wall Street: Geld schläft nicht
- 2011: als Coblenz in Haywire
- 2013: als Billy Gerson in Last Vegas
- 2013: als Liberace in Liberace – Zu viel des Guten ist wundervoll
- 2014: als John Madec in The Reach: In der Schusslinie
- 2014: als Oren Little in Das grenzt an Liebe
- 2015: als Dr. Hank Pym in Ant-Man
- 2017: als Eric Lasch in Unlocked
- 2018: als Dr. Hank Pym in Ant-Man and the Wasp
- 2018–2021: als Sandy Kominsky in The Kominsky Method
- 2019: als Dr. Hank Pym in Avengers: Endgame
- 2023: als Dr. Hank Pym in Ant-Man and the Wasp: Quantumania

André Dussollier
- 1980: als Bony in Die Taxifahrerin
- 1986: als Marcel Blanc in Mélo
- 2004: als Pierre-Marie Rouvières in Mathilde – Eine große Liebe

## Hörspiele (Auswahl)
- 1980: Commander Perkins: als James Colman in Verschollen in der Unendlichkeit (7)
- 1980: Die drei ???: als Gerald Cramer in … und der seltsame Wecker (12)
- 1980: Die drei ???: als Mr. Joe Hammond in … und das Bergmonster (14)
- 1980: Die drei ???: als Kommissar Nostigon in … und die Geisterinsel (18)
- 1981: Die drei ???: als Mihai Eftimin in … und die flammende Spur (20)
- 1982: TKKG: als Zigeuner in Der Schatz in der Drachenhöhle (19)
- 1983: Die drei ???: als Hoang Van Dong in … und das Narbengesicht (31 – Gelistet als Chen Lung Chung)[1]
- 1983: Die drei ???: als Gerry Malz in … und der Ameisenmensch (32)
- 2002: John Sinclair Classics: als Doc in Der Anfang (1)
- 2004–2011: Sherlock Holmes: als Inspector Lestrade (5–6, 8, 10–13, 16–17, 19, 23–24, 28–29, 34, 40–43, 57, 63)
- seit 2004: Pater Brown: als Pater Brown in allen Folgen
- 2013: Dorian Hunter: als Lucero in Vergeltung/Verrat (22)
- 2013: Dorian Hunter: als Lucero in Tod eines Freundes (23)
- 2016: Die drei ???: als Mr. Nostigan in Stille Nacht, düstere Nacht (Adventskalender)
- 2021: Die drei Senioren: als Pilot in Mile High Detective Club (8)